# Un angelo disteso al sole
Un angelo disteso al sole è un singolo del cantautore italiano Eros Ramazzotti, pubblicato il 12 ottobre 2012, primo singolo estratto dall'album Noi.
La canzone è stata scritta da Eros Ramazzotti con Luca Chiaravalli e Saverio Grandi.
Dopo aver debuttato direttamente al primo posto fra i singoli italiani più venduti, riesce a raggiungere le top 20 di Polonia e Slovenia. Il brano è stato tradotto inoltre in lingua spagnola con il titolo "Un ángel como el sol tú eres"

## Classifiche

### Classifiche settimanali
| Classifica (2012) | Posizione massima |
| ----------------- | ----------------- |
| Austria           | 46                |
| Belgio (Fiandre)  | 15                |
| Belgio (Vallonia) | 36                |
| Francia           | 188               |
| Germania          | 66                |
| Italia            | 5                 |
| Svizzera          | 27                |

### Classifiche di fine anno
| Classifica (2012) | Posizione |
| ----------------- | --------- |
| Italia            | 46        |
| Classifica (2013) | Posizione |
| Italia            | 86        |